# E84
La ruta europea E84 és una carretera que forma part de la Xarxa de carreteres europees. Comença a Keşan (Turquia) i finalitza a Silivri (Turquia). Té una longitud de 163 km. Té una orientació d'est a oest i passa per les ciutats de Keşan, Romania, Tekirdag i Silivri.